# Пилсудские
Пилсудские (пол. Piłsudski) — дворянский род, герба Стрела или Комоняка.
Происходит от литовского старосты упитского Варфоломея Гинейтовича, владельца имения Пилсуды. Род Пилсудских внесен в VI часть родословных книг губерний Виленской и Ковенской

## Известные представители
- Пилсудский, Бронислав (1866—1918) — польский деятель революционного движения и этнограф;
- Пилсудский, Юзеф:[править]  - Пилсудский, Юзеф (1867—1935) — польский государственный и политический деятель, Маршал Польши;
  -  Пилсудский, Юзеф Винцент Пётр (1833—1902) — деятель Польского восстания 1863 года;
- Пилсудский, Адам (1869—1935) — вице-президент города Вильно, сенатор Польши;
- Казимир Пилсудский (1871—1941) — польский банкир;[1]
- Пилсудский, Ян (1876—1950) — польский политик;

их отец —
дочь маршала Юзефа Пилсудского —
- Пилсудская, Ядвига (1920—2014) — польский военный и общественный деятель.
- Пилсудский, Георгий Сигизмундович (1880—1937) — русский морской офицер.